# Livia Brito
Livia Brito Pestana (Ciego de Ávila, 21 de julho de 1986) é uma atriz cubana mais conhecida por interpretar Paloma em Abismo de Pasión, Fernanda em La Desalmada, Yolanda na série La Piloto e Fernanda em Triunfo del Amor.

## Biografia
Livia Brito Pestana é uma atriz de nacionalidade cubana, filha do ator Rolando Brito e da dançarina de ballet clássico Gertrudis Pestana, nascida em Havana, embora tenha passado parte de sua infância na cidade de Havana, Cuba, Livia é residente de Cidade do México e tem nacionalidade mexicana.
Ele estudou na CEA da Televisa e, depois de se formar, teve a oportunidade de começar a participar de novelas mexicanas.
Em 2010, ele participa de seu primeiro romance, Triunfo del amor, do produtor Salvador Mejía.
Em 2012, a produtora Angelli Nesma a ofereceu para participar da novela Abismo de pasión, junto com David Zepeda e Angelique Boyer. No mesmo ano, ele aparece na capa da revista "H para Hombres" e participou da peça El cartero, compartilhando créditos com Erick Elías, Helena Rojo e Ignacio López Tarso, entre outros.
Em 2013, a produtora Lucero Suárez ofereceu à Livia sua primeira protagonista na novela De que te quiero, te quiero, junto com Juan Diego Covarrubias, sendo esta sua terceira novela. Em 2014, protagoniza Muchacha italiana viene a casarse com José Ron.
No México, ele faz comerciais de TV desde 2016 para o lanche Ruffles de Sabritas.
Em 2017, ela protagoniza La piloto, ao lado de Arap Bethke. Em 2019, ele estrelou em Médicos, línea de vida, junto com Daniel Arenas e Rodolfo Salas.

## Filmografia

### Televisão
| Ano       | Título                            | Personagem                                                            | Notas                                   |
| --------- | --------------------------------- | --------------------------------------------------------------------- | --------------------------------------- |
| 2010-2011 | Triunfo del amor                  | Fernanda Sandoval Gutiérrez                                           | Co-Protagonista                         |
| 2012      | Abismo de pasión                  | Paloma González de Arango                                             | Co-Protagonista                         |
| 2013-2014 | De que te quiero, te quiero       | Natalia García Pabuena / Natalia Vargas Cáceres                       | Protagonista                            |
| 2014-2015 | Bailando por un sueño             | Apresentadora                                                         | Reality show                            |
| 2014-2015 | Muchacha italiana viene a casarse | Fiorella Bianchi / Fiorella Ortzini Michel de Ángeles                 | Protagonista                            |
| 2016      | Por siempre Joan Sebastian        | Maribel Fernández García "Maribel Guardia"                            | Protagonista                            |
| 2017      | La doble vida de Estela Carrillo  | YYolanda Cadena Lesmes / Yolanda Olmos                                | Participação Especial                   |
| 2017-2018 | La piloto                         | YYolanda Cadena Lesmes / Yolanda Olmos                                | Protagonista                            |
| 2018      | Descontrol                        | María "Mary" Zamarripa                                                | Episódio: "Postre"                      |
| 2018      | 40 y 20                           | Mayra                                                                 | Episódio: "Durmiendo con el enemiguito" |
| 2019-2020 | Médicos, línea de vida            | Dra. Regina Villaseñor Gil                                            | Protagonista                            |
| 2021      | La desalmada                      | Fernanda Linares Ortiz / de Ramírez "La Desalmada"                    | Protagonista                            |
| 2022      | Mujer de nadie                    | Lucía Arizmendi Díaz / Lucía Arizmendi Madrigal                       | Protagonista                            |
| 2023-2024 | Minas de pasión                   | Emilia Sánchez Guzmán "Tigrilla" / Ing. Victoria Alcázar "La Patrona" | Protagonista                            |
| 2025      | Amanecer                          | Alba Palacios Salvatierra                                             | Protagonista                            |

### Cinema
| Ano  | Título                                          | Personagem         |
| ---- | ----------------------------------------------- | ------------------ |
| 2013 | No sé si cortarme las venas o dejármelas largas | Chantal            |
| 2014 | La dictadura perfecta                           | Jazmín             |
| 2014 | Volando bajo                                    | Ana Bertha Miranda |

### Teatro
- El cartero (2013)
- Los Bonobos (2015-2016)

## Prêmios e Indicações
| Ano  | Festival                                                  | Categoria                                | Nomeações                         | Resultado |
| ---- | --------------------------------------------------------- | ---------------------------------------- | --------------------------------- | --------- |
| 2012 | Prêmio TVyNovelas                                         | Melhor Atriz Juvenil                     | Triunfo del amor                  | Venceu    |
| 2012 | Prêmio da Asociación de Cronistas y Periodistas Teatrales | Revelação Feminina                       | El cartero                        | Venceu    |
| 2013 | Prêmio TVyNovelas                                         | Melhor Atriz Juvenil                     | Abismo de pasión                  | Venceu    |
| 2015 | Kids' Choice Awards México                                | Atriz Favorita                           | Muchacha italiana viene a casarse | Indicada  |
| 2016 | Prêmio TVyNovelas                                         | Melhor Atriz Protagônica                 | Muchacha italiana viene a casarse | Indicada  |
| 2016 | Prêmios ACE de Nova York                                  | Melhor Atriz                             | Muchacha italiana viene a casarse | Venceu    |
| 2016 | Premios Juventud                                          | Protagonista Favorita                    | Muchacha italiana viene a casarse | Indicada  |
| 2019 | Prêmio TVyNovelas                                         | Melhor Atriz Protagônica                 | La piloto                         | Indicada  |
| 2019 | Prêmios PRODU                                             | Melhor Atriz                             | La piloto                         | Indicada  |
| 2020 | Prêmio TVyNovelas - Los Favoritos del Público             | A Mais Bonita                            | Médicos, línea de vida            | Pendente  |
| 2020 | Prêmio TVyNovelas - Los Favoritos del Público             | O Sorriso mais Bonito                    | Médicos, línea de vida            | Pendente  |
| 2020 | Prêmio TVyNovelas - Los Favoritos del Público             | Melhor Par Romântico (com Daniel Arenas) | Médicos, línea de vida            | Pendente  |

## Ligações Externas
- Livia Brito. no IMDb.